# Теорема на Шарковски
В математиката теоремата на Шарковски, наречена на Александър Николаевич Шарковски (на украински: Олександър Николайевич Шарковски), който я публикува през 1964 г., е резултат от изследване на дискретни динамични системи